# Muestra (señal)

Ejemplo de señal continua muestreada, cada flecha roja representa una muestra de la señal original.

Una muestra es un valor numérico en función del tiempo. Este valor es parte de una señal continua o de una señal discreta y son extraídos de éstas para un procesado matemático mediante elementos electrónicos que nos permita realizar funciones tales como el filtrado de una señal.